# Hideg meggyleves

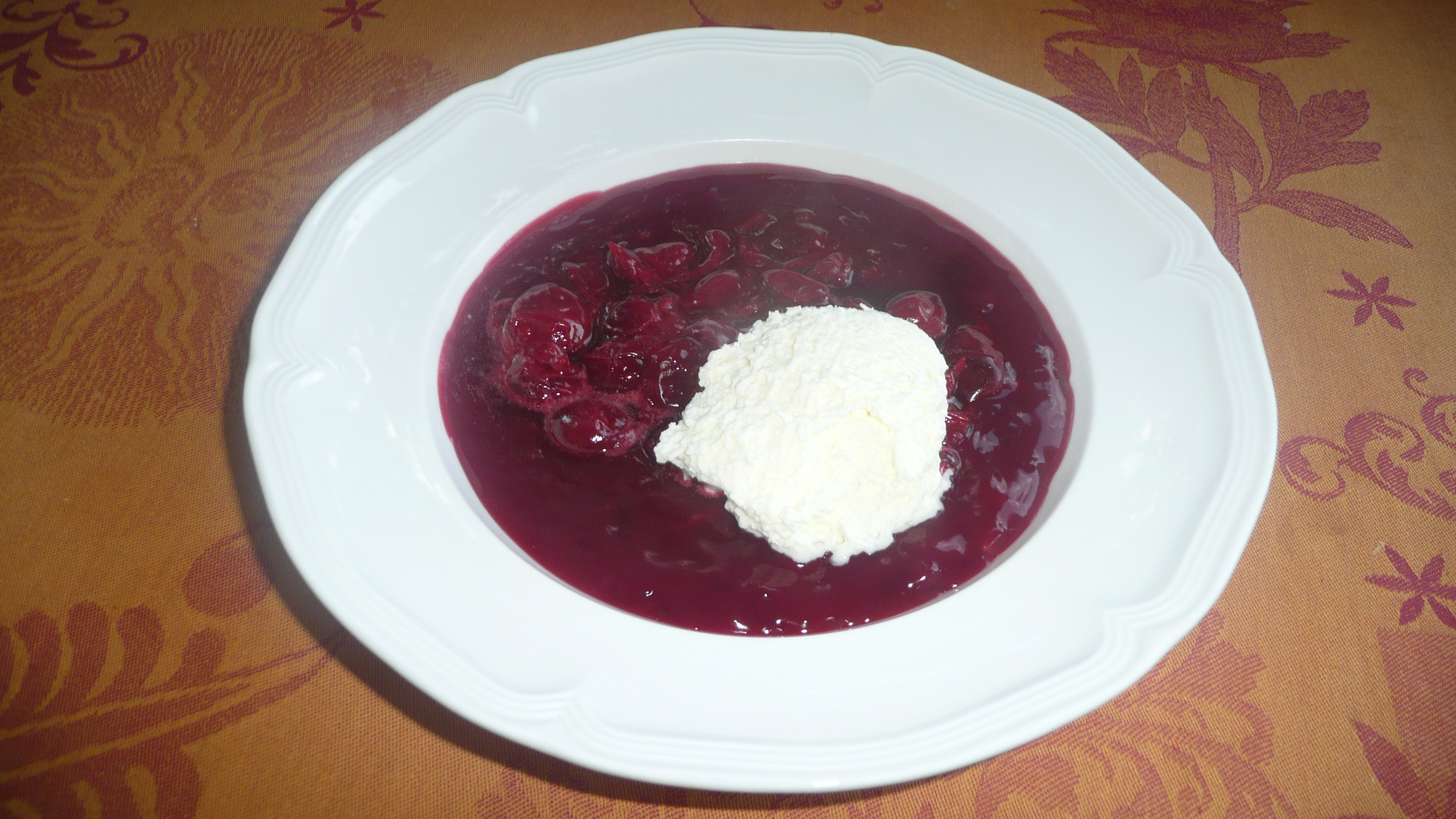
Hideg meggyleves

Hideg meggyleves (výslovnost [hideg meďďleveš], v překladu z maďarštiny „studená višňová polévka“) je tradiční sladká polévka z maďarské kuchyně. Skládá se ze zakysané smetany, cukru a čerstvých kyselých višní. Někdy se ještě okoření hřebíčkem, vínem nebo skořicí. Tato polévka je podávána hlavně v létě. Hideg meggyleves je příkladem smísení asijských a středoevropských vlivů v Maďarsku.
Tento pokrm se z Maďarska rozšířil do dalších zemí, hlavně do Rakouska, Polska a Německa. Američtí Maďaři a kanadští Maďaři tuto polévku zase rozšířili do Severní Ameriky. 
Tradičně se podává jako večeře, obvykle jako předkrm, polévka nebo dezert. V Maďarsku se dá též sehnat instantní hideg meggyleves v prášku.[zdroj?]